# Xkill
是一個上的公用程式，用途是強制中止X伺服器與X客戶端的連線，進而kill這個客戶端。當執行此程式而沒有加上任何參數時，游標會出現不一樣的圖案，而在終端機畫面上出現
```

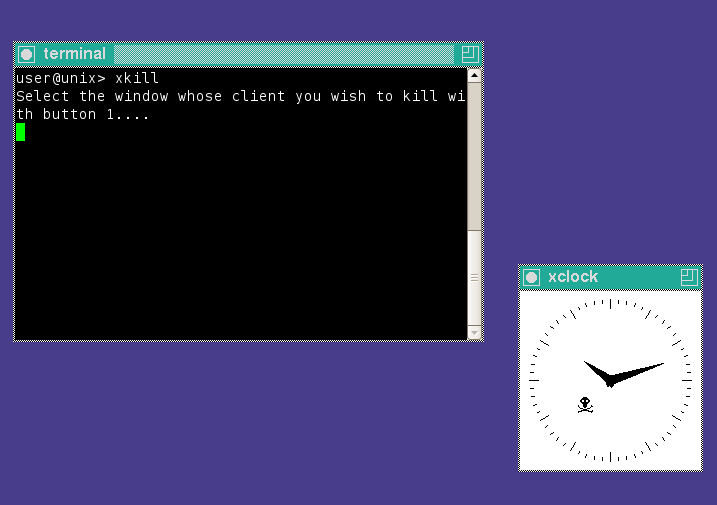
xkill使用方式: 殺掉xclock前...

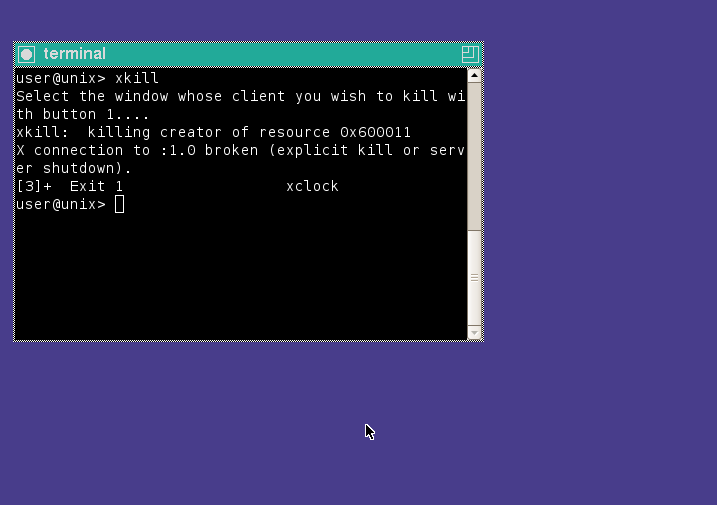
...成功殺掉xclock視窗後的桌面

Select the window whose client you wish to kill with button 1....
```

此時若滑鼠點擊一個非root的視窗，這個視窗就會被關閉。
Xkill並不是關閉視窗的正常程序，而是非不得以才使用的最後手段。與kill不同的是，xkill不一定會關閉客戶端的程序，此程序可以不經過X連線而繼續執行。